# El Corindón
El Corindón är en ort i Mexiko.   Den ligger i kommunen Arcelia och delstaten Guerrero, i den södra delen av landet, 160 km sydväst om huvudstaden Mexico City. El Corindón ligger 967 meter över havet och antalet invånare är 101.
Terrängen runt El Corindón är lite bergig. Runt El Corindón är det ganska glesbefolkat, med 38 invånare per kvadratkilometer. Närmaste större samhälle är Arcelia, 18,5 km väster om El Corindón. I omgivningarna runt El Corindón växer huvudsakligen savannskog.